# Германско-казахстанские отношения
Германско-казахстанские отношения — двусторонние дипломатические отношения между Республикой Казахстан и Федеративной Республикой Германия. Были установлены 11 февраля 1992 года.

## История
До установления прямых дипломатических отношений между Казахстаном и Германией действовали дипломатические отношения СССР, в состав которого входила Казахская ССР. Дипломатические отношения между Казахстаном и Германией установлены 11 февраля 1992 года.
22 сентября 1992 года между Правительством Республики Казахстан и Правительством Федеративной Республики Германия было подписано Соглашение о сотрудничестве по поддержке граждан Республики Казахстан немецкой национальности.
В декабре 1992 года было открыто Посольство ФРГ в Алматы. В сентябре 1993 года Республика Казахстан открыла свое Посольство в Бонне. В 1999 году оно было передислоцировано в Берлин.
За период существования дипломатических отношений президент Казахстана Нурсултан Назарбаев 7 раз совершил визиты на высшем уровне в Германию (в 1992, 1997, 2001, 2004, 2007, 2009, 2012 годах). Со стороны Германии Казахстан посетили: в 1995 году президент ФРГ Роман Херцог, в 2003 году федеральный канцлер Герхард Шрёдер, в 2008 году федеральный президент Хорст Кёлер, федеральный канцлер Германии Ангела Меркель дважды посетила Казахстан в 2010 году: в июле с официальным визитом и в декабре, в рамках участия в Саммите ОБСЕ, который проходил под председательством Казахстана в столице, в городе Астана, 11 июля 2017 года Казахстан посетил с официальным визитом Федеральный президент Ф.-В.Штайнмайер.
1-3 октября 2001 года Назарбаев совершил официальный визит в Германию, во время которого встретился с федеральным канцлером Герхардом Шрёдером, федеральным президентом Йоханнесом Рау, министром иностранных дел Йошкой Фишером, принцем Ага-ханом IV, представителями деловых кругов и СМИ..
4-5 декабря 2003 года федеральный канцлер Германии Герхард Шрёдер совершил официальный визит в Казахстан, он провёл встречу с Нурсултаном Назарбаевым, принял участие в работе казахстанско-германского бизнес-форума, были подписаны двусторонние документы, в том числе Совместное заявление по вопросу о повышении квалификации менеджеров в сфере экономики Республики Казахстан, Совместное заявление о Казахстанско-Немецком университете в Алматы.
17-19 апреля 2004 года Нурсултан Назарбаев совершил рабочий визит в Германию. Во время визита президент Казахстана провёл встречи с федеральным канцлером Герхардом Шрёдером, председателем Германо-Казахстанского общества, депутатом Бундестага Гернотом Эрлером, премьер-министром федеральной земли Нижняя Саксония Кристианом Вульфом. Также Назарбаев вместе со Шрёдером принял участие в церемонии открытия Ганноверской выставки и экспозиции Казахстана.
3 сентября 2008 года было принято совместное заявление о партнёрстве во имя будущего, по итогам которого 7 мая 2009 года в Берлине была подписана программа действий в рамках партнёрства во имя будущего между Республикой Казахстан и Федеративной Республикой Германия.
В январе 2015 года состоялся рабочий визит Назарбаева в Берлин по вопросу Нормандского саммита в Астане.
В декабре 2019 года Германию посетил президент Казахстана Касым-Жомарт Токаев, где провел встречи с федеральным президентом Ф.-В.Штайнмайером и Федеральным канцлером ФРГ А.Меркель. 28 сентября 2023 года президент Казахстана Касым-Жомарт Токаев с официальным визитом посетил Германию.
28 сентября 2023 года Президент Казахстана Касым-Жомарт Токаев в ходе официального визита в Германию заявил, что Казахстан будет следовать санкционному режиму в отношении России, которая вторглась в Украину.

## Экономическое сотрудничество
Германия является одним из ведущих партнёров Казахстана в Европе, с которым сохраняются стабильные торгово-экономические отношения. В 2018 году общий товарооборот между странами составил 5,141 млрд евро, что на 5,9 % больше предыдущего года. В этом же году объем прямых инвестиций из Германии составил более 183 млн в долларовом эквиваленте и более 90 % из которых пришлись на «несырьевой» сектор, а конкретно в АПК, транспорт, перерабатывающую промышленность, производство строительных материалов и другие сферы. В свою очередь Казахстан является для Германии главным партнеров в регионе Средней Азии. Немалую роль в этом играет участие Казахстана в китайской инициативе «Один пояс — один путь».
В Казахстане успешно работают около 900 германских компаний. По итогам декабрьского визита 2019 года в Германию президента Казахстана Касым-Жомарта Токаева в январе 2020 года Берлин посетил глава МИД РК Мухтар Тлеуберди, где провёл двустороннюю встречу с главой МИД Германии Хайко Маасом.

## Культурное сотрудничество
В марте 2020 года на 70-м международном Берлинском кинофестивале представители Государственного Центра поддержки кино провели ряд переговоров, итогом которых стало вступление Казахстана в Международную ассоциацию кинокомиссий (AFCI). Параллельно Kazakh Cinema ведет работу по вступлению Казахстана в Европейскую ассоциацию кинокомиссий (EUFCN).

## Списки послов

### Послы Казахстана в Германии
1. Сагинбек Турсунов (1993—1995)
2. Ерик Асанбаев (1996—2000)
3. Вячеслав Гиззатов (2000—2003)
4. Кайрат Сарыбай (2003—2007)
5. Нурлан Онжанов (2008—4 июля 2014)
6. Болат Нусупов (сентябрь 2014—июнь 2019)
7. Даурен Карипов (6 июня 2019—2022)
8. Нурлан Онжанов (13 июня 2022—н. в.)

### Послы Германии в Казахстане[17]
1. Эйке-Эдзард Бракло (1992—1995)
2. Хеннинг фон Вистингхаузен (1995—1998)
3. Майкл Либаль (1998—2001)
4. Андреас Рюдигер Кёртинг (2002—2004)
5. Гебхардт Вайс (2004—2007)
6. Райнер Ойген Шлагетер (2007—2011)
7. Гвидо Герц (20011-2016)
8. Рольф Мафаэль (2016—2018)
9. Тило Клиннер (2018—2021)
10. Моника Иверсен (2021 — н. в.)